# Élection présidentielle kényane de 2022
L'élection présidentielle kényane de 2022 se déroule le 9 août 2022 afin d'élire le président et le vice-président de la république du Kenya. Des élections parlementaires sont organisées simultanément.
Le président sortant Uhuru Kenyatta, du Parti du jubilé, n'est pas candidat à sa réélection, la constitution lui interdisant d'exercer plus de deux mandats. Le Jubilé apporte son soutien à Raila Odinga — opposant de longue date avant une réconciliation amorcée en 2018 avec le gouvernement —, permettant à Odinga de réunir une large partie de l'échiquier politique avec son propre parti, le Mouvement démocrate orange, sous la bannière de la coalition Azimio. Il affronte notamment le vice-président sortant William Ruto, qui se présente sous l'étiquette de la coalition Kenya Kwanza menée par l'Alliance démocratique unie.
Le scrutin est suivi d'un long dépouillement donnant lieu à des résultats très serrés entre Odinga et Rutto. Les deux candidats se retrouvent ainsi successivement en tête au fur et a mesure du dépouillement. William Ruto est finalement déclaré vainqueur le 15 août par le président de la commission électorale, quelques heures après le rejet de ces résultats par la majorité des membres de l'instance, et la contestation des résultats par Raila Odinga. La Cour suprème valide cependant le mois suivant la victoire de William Ruto, qui devient ainsi le cinquième président kenyan le 13 septembre suivant.

## Contexte

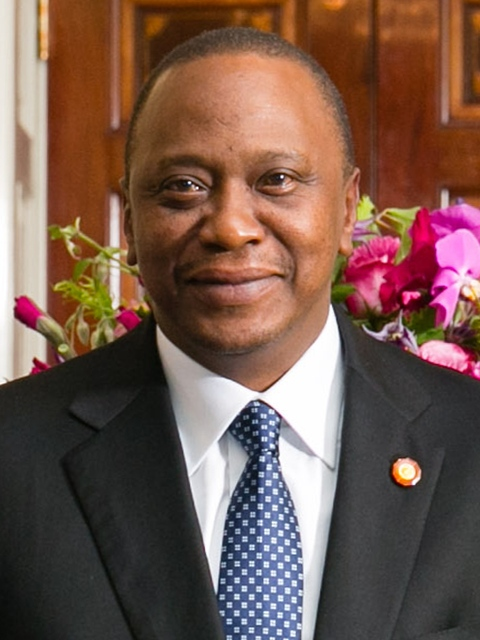
Uhuru Kenyatta

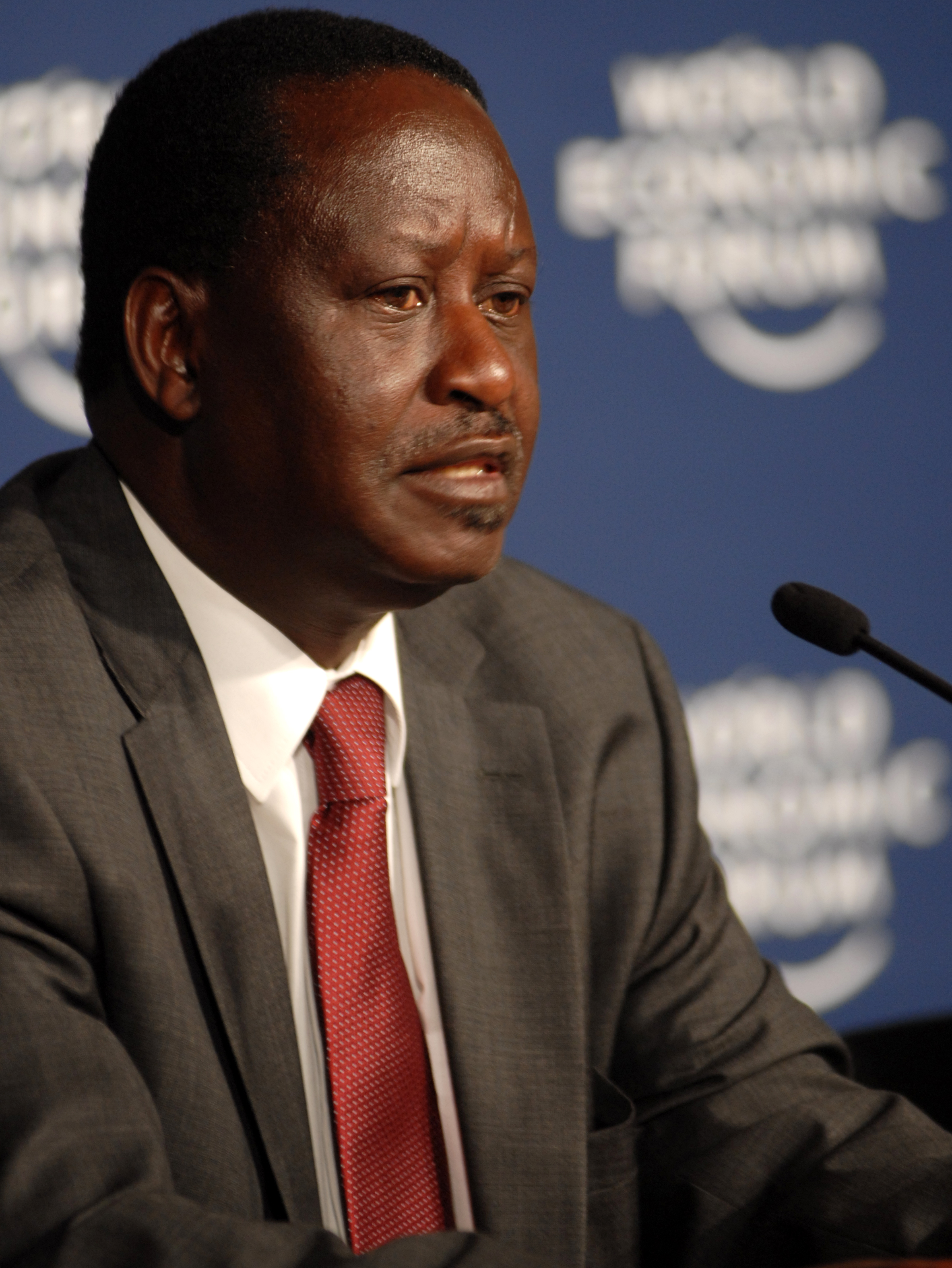
Raila Odinga

L'élection présidentielle de 2022 intervient cinq ans après la précédente, organisée dans des circonstances exceptionnelles. L'élection d’août 2017 tenue en même temps que les élections parlementaires voit en effet le président sortant Uhuru Kenyatta et son colistier William Ruto l'emporter au premier tour avec 54,17 % des voix sur le principal candidat de l'opposition, Raila Odinga et son colistier Kalonzo Musyoka, mais le scrutin est annulé à la surprise générale par la Cour suprême saisie en recours par Odinga. La Cour juge en effet que le décompte des voix s'est fait en violation de la Constitution : sur les quelque 41 000 documents attestant du décompte devant être fournis par la commission électorale, plus d'un quart sont manquants, invalides ou présentent des irrégularités. Le nombre important de ces documents valides manquants porte ainsi le doute sur plus de sept millions de voix, soit bien plus que le million et demi séparant Kenyatta d'Odinga. La Cour annule par conséquent l'élection et ordonne la tenue d'un nouveau scrutin, une première dans le pays. 
Après un report et le remplacement d'une grande partie des membres de la commission électorale,, une nouvelle élection est organisée en octobre 2017. Celle-ci est cependant boycottée par Odinga devant le refus de la Commission électorale d'organiser également de nouvelles élections parlementaires, le candidat considérant celles d’août comme entachées des mêmes irrégularités que la présidentielle organisée simultanément,. En l'absence d'Odinga, Uhuru Kenyatta est réélu pour un second et dernier mandat avec plus de 98 % des suffrages exprimés, pour un taux de participation d'à peine 39 %. Il prête serment le 28 novembre 2017, tandis qu'Odinga refuse de le reconnaitre. 
Après plusieurs mois de crise politique teintée de violences, Kenyatta et Odinga finissent par signer un accord de réconciliation le 10 mars 2018. Les deux hommes s'engagent alors dans un projet de réforme globale de la Constitution en mettant en place le 31 mai 2018 un comité chargé d'en proposer des amendements. Le comité prend le nom de « Building Bridges Initiative » (littéralement Initiative pour construire des ponts), dont l'acronyme BBI est largement utilisé pour décrire le projet. Le projet de référendum constitutionnel, qui devait notamment rétablir la fonction de Premier ministre, créer un poste de chef officiel de l'opposition et celui de défenseur des droits, est cependant mis en suspens par la Haute cour de justice puis jugé inconstitutionnel par la Cour suprême le 31 mars 2022. Les différentes cours jugent en effet que le processus d'initiative populaire utilisé a été de facto d'origine présidentielle, ce que la constitution ne permet pas. La décision est un coup dur pour le président Kenyatta et son parti quelques mois avant la présidentielle et les élections parlementaires d’août 2022, tandis que ses partisans considèrent le verdict favorable à une reprise du processus référendaire après les élections,,. L'échec du projet ne met cependant pas fin à l'entente entre Odinga et Kenyatta, qui mène à son terme son deuxième et dernier mandat en accord avec la constitution, le Parti du jubilé de Kenyatta allant jusqu'à apporter son soutien à Odinga pour la présidentielle. Les tensions au sein du Parti du jubilé quant à cette décision conduisent néanmoins le vice-président Ruto à le quitter pour rejoindre l'Alliance démocratique unie (UDA) en vue de sa candidature à la présidentielle.
Ces changements d'alliance aboutissent à une situation atypique dans laquelle le principal candidat est à la fois celui de l'opposition et du gouvernement, tandis que son opposant se trouve être le numéro deux du gouvernement.

## Système électoral
Le président de la république du Kenya est élu selon une version modifiée du scrutin uninominal majoritaire à deux tours pour un mandat de cinq ans, renouvelable une fois. Pour remporter le premier tour, un candidat doit obtenir la majorité absolue des suffrages exprimés ainsi qu'au moins 25 % dans plus de la moitié des 47 comtés. À défaut, un second tour a lieu entre les deux candidats ayant obtenu le plus grand nombre de votes au premier tour, et celui recueillant le plus de votes est déclaré élu.

## Campagne

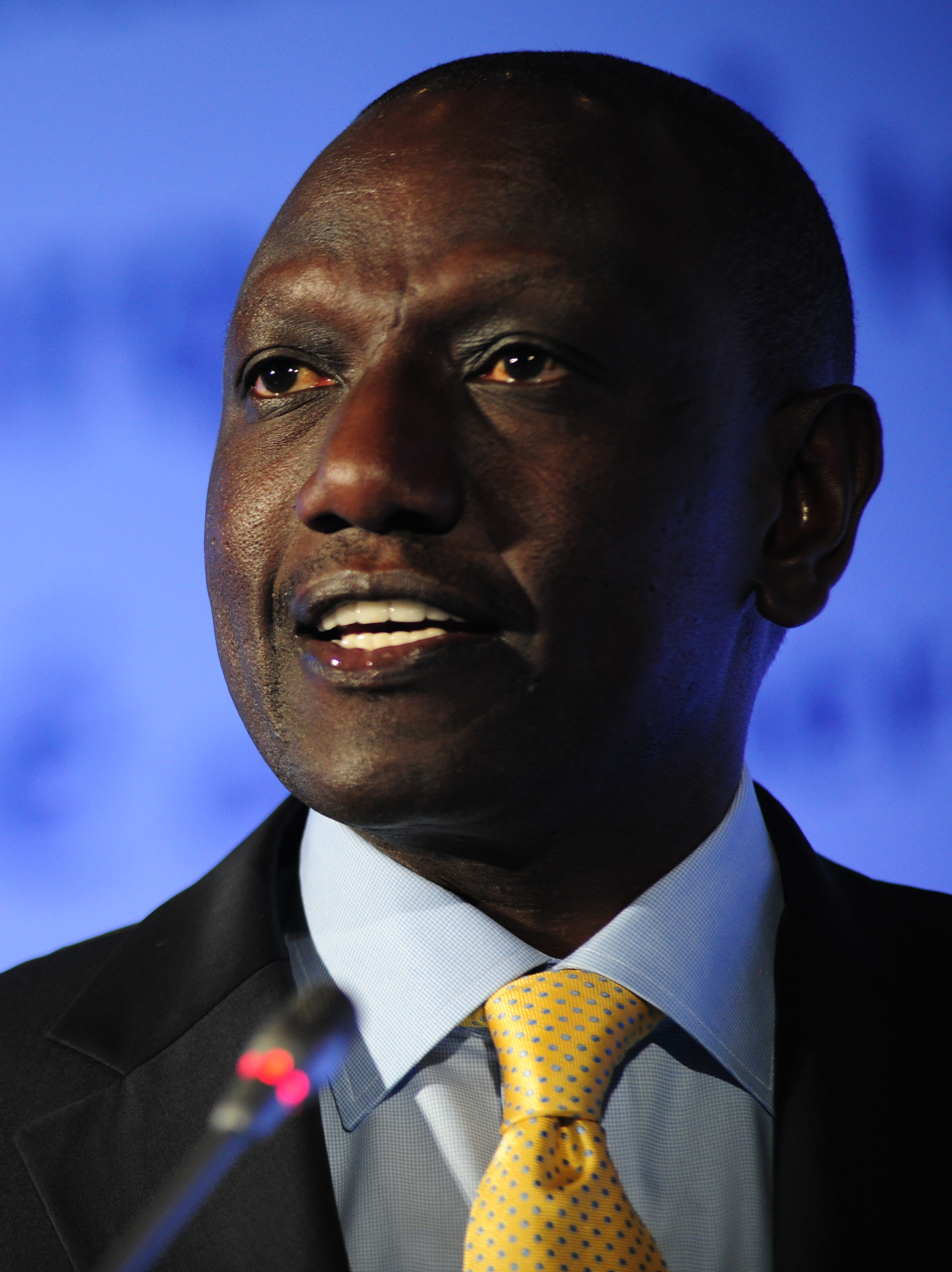
William Ruto

La constitution limitant à deux le nombre de mandats présidentiels, Kenyatta ne peut se présenter en 2022 à sa réélection. Son vice-président William Ruto se présente sous l'étiquette de la coalition Kenya Kwanza (KK) menée par l'Alliance démocratique unie (UDA), tandis que Raila Odinga est à nouveau candidat sous celle du Mouvement démocrate orange (ODM) réuni avec le Parti du jubilé de Kenyatta et plusieurs autres partis d'opposition sous la bannière de la coalition Azimio La Umoja - Parti de la coalition kenyane unie, couramment abrégée en Azimio. Seuls deux autres candidats, George Wajackoyah du Parti des racines du Kenya (RPK) et David Waihiga Mwaure du parti Agano sont en lice. Walter Mongare Nyambane voit quant à lui sa candidature rejetée faute de diplôme universitaire reconnu. Avec seulement quatre candidats à la fonction suprême, l'élection de 2022 bat le record du nombre le plus bas de candidatures depuis le rétablissement du multipartisme en 1992.
Depuis l'indépendance du pays en 1963, la vie politique kenyane est historiquement dominée par les familles d'Uhuru Kenyatta, d'ethnie Kikuyus, et de Raila Odinga, d'ethnie Kalendjins. Une victoire de William Ruto marquerait ainsi une première dans le pays, le vice-président sortant étant d'ethnie Luo. La présidentielle prend par conséquent la tournure d'un affrontement entre « vieille garde dynastique » et « nouveau venu »,,,.

## Sondages
Le graphique qui aurait dû être présenté ici ne peut pas être affiché car il utilise l'ancienne extension Graph, désactivée pour des questions de sécurité. Des indications pour créer un nouveau graphique avec la nouvelle extension Chart sont disponibles ici.

## Résultats
|                          | William Ruto Rigathi Gachagua   | KK                       | 7 176 141  | 50,49 |  |  |
|                          | Raila Odinga Martha Karua       | Azimio                   | 6 942 930  | 48,45 |  |  |
|                          | George Wajackoyah Justina Wamae | RPK                      | 61 969     | 0,44  |  |  |
|                          | David Waihiga Ruth Mutua        | Agano                    | 31 987     | 0,23  |  |  |
|                          |                                 |                          |            |       |  |  |
| Votes valides            | Votes valides                   | Votes valides            | 14 213 027 | 99,21 |  |  |
| Votes blancs et nuls     | Votes blancs et nuls            | Votes blancs et nuls     | 113 614    | 0,79  |  |  |
| Total                    | Total                           | Total                    | 14 326 641 | 100   |  |  |
| Abstention               | Abstention                      | Abstention               | 7 793 817  | 35,23 |  |  |
| Inscrits / participation | Inscrits / participation        | Inscrits / participation | 22 120 458 | 64,77 |  |  |

## Suites

### Long dépouillement
Le scrutin se déroule dans le calme, malgré une augmentation des informations fausses ou trompeuses relevée sur les médias sociaux. Face à un résultat très serré entre les deux principaux candidats, Odinga et Ruto, le dépouillement des millions de bulletins de vote prend plusieurs jours, augmentant la pression sur la commission électorale, qui a jusqu'au 16 août pour déclarer les résultats,,.
Tirant les leçons du dépouillement désastreux d’août 2017, la commission électorale met en ligne en temps réel la totalité des documents envoyés par les bureaux de vote, qui sont ensuite comparés avec les documents papiers compilés dans la capitale Nairobi,. La transparence du processus au fur et à mesure du dépouillement, étalé sur plusieurs jours, entraine cependant la publications de résultats préliminaires différents dans les médias, chacun opérant son propre décompte. Odinga et Ruto sont ainsi tous deux annoncés en tête selon différents médias qui mettent en pause leur décompte à l'approche du week-end, apportant la confusion et alimentant les rumeurs. La commission se voit notamment contrainte le vendredi 12 août de démentir publiquement les rumeurs d'un piratage de ses données. Ses dirigeants reconnaissent cependant que le processus est plus lent qu'attendu,. Si les médias se justifient de l'arrêt de leur décompte par une crainte des piratages et une volonté de synchroniser leurs résultats, celui-ci est néanmoins perçu comme dû à la peur de prendre parti au vu des résultats très serré, dans un pays ayant connu plus de 1 200 morts liés à des violences post électorales en 2007, et plus d'une centaine en 2017,. Le décompte des résultats, extrêmement serrés, laisse un temps supposer la nécessité d'un second tour, une hypothèse qui constituerait alors une première dans le pays.
Si elles divergent quant aux résultats, toutes les sources relèvent cependant une nette baisse de la participation, un temps envisagée comme la plus basse depuis les élections présidentielles et parlementaires de 2002 où seuls 57 % des électeurs s'étaient déplacés aux urnes, cas mis à part de la seule présidentielle d'octobre 2017, pour laquelle le boycott de l'opposition fit descendre la participation à 39,03 %. La faible participation de 2022 est largement attribuée à un désenchantement de la population face aux promesses non tenues du secteur politique dans un contexte de crise économique, ainsi qu'aux retournements d'alliances des formations politiques. Elle s'établit finalement à 64,77 % des inscrits, contre 79,51 % en août 2017.

### Annonce contestée des résultats

Candidat arrivé en tête par comté

Le 15 août, William Ruto est déclaré vainqueur de la présidentielle par le président de la commission électorale Wafula Chebukati. Ruto l'emporte alors avec 50,49 % des voix contre 48,85 % à Raila Odinga. Les résultats sont cependant rejetés avant cette annonce par quatre des sept membres de l'instance, dont sa vice-présidente Juliana Chererapeu. Les quatre membres justifient leur rejet par le « caractère opaque du processus », sans toutefois fournir de preuves d'irrégularités, avant de recommander une contestation des résultats en justice et d'appeler la population au calme. La discorde au sein de la commission prend cependant elle-même une tournure chaotique, des membres de la coalition Azimio cherchant à s'opposer physiquement à l'annonce des résultats par Chebukati,.
Bien qu'intervenant dans une grande confusion, l'annonce de la victoire du candidat de la coalition Kenya Kwenga provoque plusieurs scènes de liesse, en particulier dans la Vallée du Rift et dans la région Centrale, respectivement fiefs électoraux de William Rutto et de son colistier, Rigathi Gachagua.
L'annonce des résultats ouvre une période de sept jours au cours desquels peuvent être déposés des recours auprès de la Cour suprême. Celle-ci dispose ensuite de quatorze jours pour rendre son jugement et se prononcer sur les résultats.
Raila Odinga qualifie les résultats de « parodie » et annonce déposer un recours, sa colistière Martha Karua déclarant pour sa part que « ce n'est pas fini ». Onze recours dont celui d'Obinga sont déposés auprès de la Cour suprême le 23 août. Si deux d'entre eux sont finalement écartés, les neuf restants — qui portent sur des suspicions de fraudes et piratage —, sont retenus à examiner par la Cour le 30 août. La contestation des résultats porte notamment sur le nombre total de votants, qui aurait selon Odinga été abaissé afin de permettre à William Ruto de franchir la majorité absolue des votes valides et d'éviter un second tour l'opposant à lui. La Cour suprême confirme finalement le 5 septembre la victoire de William Ruto. Son investiture en tant que cinquième président kenyan intervient le 13 septembre 2022.